# سوراخ ماکولا
سوراخ ماکولا (نام علمی: Macular hole) یک شکاف واقع در مرکز شبکیه چشم می‌باشد.

## تشخیص
تباهی لکه زرد (دژنراسیون ماکولا) یک بیماری مؤثر بافت زیر شبکیه است در حالی که سوراخ ماکولا شامل آسیب از درون چشم و در محل اتصال بین زجاجیه و شبکیه چشم می‌باشد. هیچ رابطه‌ای بین این دو بیماری وجود ندارد. بسته به درجه‌ای کشش بین زجاجیه و شبکیه چشم خطر ابتلا به سوراخ ماکولا در چشم دیگر وجود دارد. در آن موارد که در آن زجاجیه قبلاً از شبکیه جدا شده شانس ابتلا به یک سوراخ ماکولا در چشم دیگر وجود دارد. به‌عبارتی دیگر زمانی که زجاجیه کشش بر روی ماکولا ایجاد می‌کند ممکن است در خطر ابتلا به یک سوراخ در چشم دوم وجود داشته باشد. در موارد بسیار نادر تروما یا سایر شرایط منجر به توسعه یک سوراخ ماکولا می‌شوند. در اکثریت قریب به اتفاق موارد سوراخ ماکولا خود به خود توسعه می‌یابد. هیچ راه شناخته شده‌ای برای جلوگیری پیشرفت سوراخ ماکولا وجود ندارد.

## علل
چشم حاوی ماده ژلهمانند به نام زجاجیه است. جمع شدن زجاجیه معمولاً باعث ایجاد سوراخ می‌شود. همچنین زجاجیه یک فرد در سنین بالا آبکی شده و شروع به کشیدگی شبکیه چشم می‌کند و در نتیجه سوراخ در شبکیه ایجاد می‌شود.

## علائم
اگر زجاجیه به‌صورتی پایدار و محکم به شبکیه متصل شده با کشیدگی یک سوراخ ماکولا ایجاد می‌شود. در بعضی موارد مایع آبکی وارد سوراخ شده و باعث اختلال و تاری دید مرکزی می‌گردد.